# آزیتا ترکاشوند
آزیتا ترکاشوند (زاده ۳۰ خرداد ۱۳۵۹) هنرپیشه سینما، تلویزیون و تئاتر اهل ایران است. از فیلم‌ها و سریال‌هایی که او در آن نقش‌آفرینی کرده، می‌توان به قلاده‌های طلا، همسفران باد، گاندو، و کلاه پهلوی اشاره نمود.

## زندگی شخصی
آزیتا ترکاشوند بازیگر سینما، تلویزیون و تئاتر متولد 30 خرداد سال 1359 در بروجرد است. او مدرک ادبیات فارسی دارد و تحصیلاتش را تا مقطع کارشناسی ادامه داده است و به دلیل علاقه ای که داشته است بازیگر شده است.
او تا سن 12 سالگی در بروجرد زندگی کرد و پس از آن به شهر تهران مهاجرت کرده است.
او سفیر انجمن معلولین ملارد است و در مورد ترک اعتیاد و همچنین کارهایی خیرخواهانه فعالیت دارد

## کارنامه هنری
آزیتا ترکاشوند دوره‌های بازیگری را در نزد رسول ملاقلی‌پور و رؤیا افشاری‌نسب آموخت و فعالیت هنری اش را با اتودهای نمایش آغاز کرد. در سال ۸۴ با بازی در سریال طبقه دوم کار خود را در تلویزیون آغاز کرد و با فیلم‌های ارتباط خانوادگی و فرشتگان قصاب پا به عرصه سینما گذاشت. او در فیلم قلاده‌های طلا و مجموعه‌های تلویزیونی گاندو، کلاه پهلوی و هیولا نیز نقش آفرینی کرده‌است.

## فیلم‌شناسی

### سینما
| نام فیلم         | سال  | کارگردان        |
| ---------------- | ---- | --------------- |
| ارتباط خانوادگی  | ۱۳۸۹ | نادر مقدس       |
| ایلوگ            | ۱۳۸۹ | فریدون نجفی     |
| قلاده‌های طلا     | ۱۳۹۰ | ابوالقاسم طالبی |
| من و زیبا        | ۱۳۹۰ | فریدون حسن‌پور   |
| قصه خاطره        | ۱۳۹۱ | محمد باقرآبادی  |
| فرشتگان قصاب     | ۱۳۹۱ | سهیل سلیمی      |
| لالایی           | ۱۳۹۳ | محمد علی صباغی  |
| رسم رفاقت        | ۱۳۹۳ | رهبر قنبری      |
| شانس، عشق، تصادف | ۱۳۹۳ | آرش معیریان     |
| مستانه           | ۱۳۹۳ | محمدحسین فرح‌بخش |
| سیانور           | ۱۳۹۵ | بهروز شعیبی     |
| اشنوگل           | ۱۳۹۵ | علی سلیمانی     |
| دا               | ۱۳۹۷ | فرشاد صالحی     |
| بچه‌های کلاس هشتم | ۱۳۹۷ | مسعود منصوری    |
| زهرمار           | ۱۳۹۷ | جواد رضویان     |

### مجموعه تلویزیونی
| سال  | نام مجموعه       | کارگردان                  | شبکه     |
| ---- | ---------------- | ------------------------- | -------- |
| ۱۳۸۴ | شبکه سه و نیم    | داریوش کاردان             | شبکه سه  |
| ۱۳۸۴ | طبقه دوم         | شاهین باباپور             | شبکه یک  |
| ۱۳۸۵ | سرگشته           | محمدحسین حقیقی            | شبکه یک  |
| ۱۳۸۶ | شب مهتاب         | شهرام باباپور             | شبکه یک  |
| ۱۳۸۸ | همسفران باد      | شهرام باباپور             | شبکه سه  |
| ۱۳۸۸ | پاتوق            | شاهین باباپور             | شبکه یک  |
| ۱۳۸۹ | ملکوت            | محمدرضا آهنج              | شبکه دو  |
| ۱۳۹۰ | توطئه فامیلی     | رامبد جوان                | شبکه یک  |
| ۱۳۹۱ | چمدان            | خسرو ملکان                | شبکه دو  |
| ۱۳۹۱ | تهران پلاک ۱     | مهدی مظلومی               | شبکه پنج |
| ۱۳۹۱ | دختری به نام آهو | قدرت‌الله صلح‌میرزایی       | شبکه پنج |
| ۱۳۹۱ | کلاه پهلوی       | سید ضیاءالدین دری         | شبکه یک  |
| ۱۳۹۲ | شب شیشه‌ای        | مسعود رشیدی               | شبکه سه  |
| ۱۳۹۳ | گذر از رنج‌ها     | فریدون حسن‌پور             | شبکه یک  |
| ۱۳۹۶ | کوبار            | فریدون حسن‌پور             | شبکه دو  |
| ۱۳۹۸ | گاندو            | جواد افشار                | شبکه سه  |
| ۱۳۹۸ | بوی باران        | محمود معظمی               | شبکه یک  |
| ۱۳۹۹ | صفر بیست و یک    | جواد رضویان، سیامک انصاری | شبکه سه  |
| ١۴٠١ | حکم رشد          | حسن لفافیان               | شبکه سه  |
| ۱۴۰۲ | بیست کووید       | هادی هاجتمند              | شبکه سه  |
| ۱۴۰۳ | پشت پرده         | محمدرضا حاجی‌غلامی         | شبکه دو  |
| ۱۴۰۳ | روز خون          | حمید همتی                 | شبکه یک  |
| ۱۴۰۴ | ناریا            | جواد افشار                | شبکه سه  |

### شبکه نمایش خانگی
| نام         | سال  | کارگردان         |
| ----------- | ---- | ---------------- |
| اسپینجر     | ۱۴۰۰ | علیرضا کریم زاده |
| شب‌های مافیا | ۱۳۹۹ | سعید ابوطالب     |
| هیولا       | ۱۳۹۸ | مهران مدیری      |

### تئاتر
- خسرو و شیرین (۱۳۹۸)
- ابرهای استراتوس (۱۳۹۴)
- معرکه در معرکه (۱۳۹۳)[۶]